# Iván Cervantes
Iván Cervantes Montero (Cambrils, Tarragona, España, 2 de mayo de 1982) es un piloto de enduro español. Obtuvo cinco títulos y tres segundos puestos en el Campeonato del Mundo de Enduro, habiendo obtenido más de 50 triunfos.

## Trayectoria
A los 23 años se convirtió en el primer piloto español campeón del mundo de enduro, concretamente en la categoría E1. Al término de 2006 revalidó su entorchado en E1. Dicho esto, no hay que descuidar el resto de su palmarés, muy significativo a lo largo de toda su carrera deportiva. En distintas intervenciones en prensa, Ivan ha manifestado poseer muy altas metas en este mundo, como conseguir dos mundiales en cada categoría del mundial de enduro para luego intentar la conquista del rally raid más importante del mundo: el Rally Dakar.
Sus primeros pasos los dio en el motocross, deporte en el que conquistó 5 entorchados nacionales. Cuenta con montura oficial como piloto de enduro desde 2001, primero en TM y posteriormente en KTM.
En 2007, se inscribió en el mundial pero en la categoría E3, cuando su plan inicial era acometer el mundial en E2, como siguiente paso lógico. Un mayor desarrollo de la moto de 525cc por parte de KTM le llevó a correr en E3, categoría en la que se alzó campeón a final de temporada tras una dura pugna con su compañero de equipo Marko Tarkkala, consiguiendo así su 3.º título mundial de la especialidad.
El año 2008 es año de cambios para Cervantes, los directivos de la marca KTM deciden que vuelva a E1, decisión suscitada en cierto modo por el salto de Juha Salminen a E2. Consigue el subcampeonato por detrás de Mika Ahola (Honda). El de Cambrils hubiese preferido permanecer en E3, en parte por su deseo manifiesto de lograr dos títulos en cada categoría.
En 2009 consigue los títulos de Campeón del Mundo de Enduro Indoor, Campeón del Mundo de Enduro E3, Campeón de España de Enduro E3 y campeón de España de Enduro Scrach (todos ellos con KTM).
En 2010 consigue el subcampeonato mundial de enduro E2.
En enero de 2016 participa por primera vez en el Rally Dakar con una KTM en el equipo Himoinsa, finalizando en decimosexta posición.

## Reconocimientos
En 2015 se le coloca una estrella en el Paseo de la Fama del Motociclismo en Jerez.

## Resultados

### Rally Dakar
| Año     | Categoría | Vehículo | Posición | Etapas |
| ------- | --------- | -------- | -------- | ------ |
| 2016    | Motos     | KTM      | 16.º     | -      |
| 2017    | Motos     | KTM      | Ret.     | -      |
| 2018    | Motos     | KTM      | 29.º     | -      |
| Fuente: |           |          |          |        |